# Соколовський Андрій Анатолійович
Андрій Соколовський (3 грудня (20 листопада) 1900 року, Старокостянтинів, Старокостянтинівський повіт, Волинська губернія (нині – Хмельницька область) - 29 (16) січня 1918 року, станція Крути, Чернігівська губернія) - учасник бою під Крутами.

## Життєпис
Народився у багатодітній родині старокостянтинівського нотаріуса Анатолія Єлізаровича Соколовського та Єлизавети Володимирівни. 
Навчався у Другій українській київській гімназії імені Кирило-Мефодіївського товариства. Був членом спілки середньошкільників. 
Під час першої більшовицько-української війни записався до лав Студентського куреня і у його складі брав участь у бою під Крутами 29 (16) січня 1918 року. Потрапив у полон та був розстріляний. 19 березня 1918 року похований на Аскольдовій могилі у Києві.

## Вшанування пам'яті
На українському православному кладовищі св.Луки у м.Сірак'юз (Нью-Йорк, США) встановлено кенотаф на його честь.